# Statystyka J Youdena
Statystyka J Youdena (wskaźnik J Youdena) – miara zależności obrazująca skuteczność dychotomicznego testu diagnostycznego lub klasyfikatora binarnego (algorytmu przewidującego przynależność obiektu do jednej z dwóch klas).

## Definicja
Wskaźnik J Youdena to suma czułości i swoistości testu pomniejszona o jeden.
{\displaystyle J={\text{czułość}}+{\text{swoistość}}-1}
Z wykorzystaniem oznaczeń typowych dla tablicy pomyłek wzór na wskaźnik J Youdena jest następujący:
{\displaystyle J={\frac {\mathit {TP}}{{\mathit {TP}}+{\mathit {FN}}}}+{\frac {\mathit {TN}}{{\mathit {TN}}+{\mathit {FP}}}}-1={\frac {{\mathit {TP}}\times {\mathit {TN}}-{\mathit {FP}}\times {\mathit {FN}}}{({\mathit {TP}}+{\mathit {FN}})({\mathit {TN}}+{\mathit {FP}})}}}
W powyższym wzorze TP jest liczbą wyników prawdziwie pozytywnych, TN liczbą wyników prawdziwie negatywnych, FP liczbą wyników fałszywie pozytywnych, a FN liczbą wyników fałszywie negatywnych.

## Historia i własności
Wskaźnik został zaproponowany przez Williama J. Youdena w 1950 r. jako sposób podsumowania wyników testu diagnostycznego; jednak wcześniej, w 1884 r., ten sam wskaźnik został opisany w czasopiśmie Science przez C. S. Peirce’a. Jego wartość waha się od -1 do 1 (włącznie) i przyjmuje wartość zerową, gdy test diagnostyczny jest bezużyteczny, tzn. daje taki sam odsetek wyników pozytywnych dla grup z chorobą i bez niej. Wartość 1 oznacza, że nie ma wyników fałszywie dodatnich ani fałszywie ujemnych, czyli test jest doskonały. Indeks przypisuje równą wagę wynikom fałszywie dodatnim i fałszywie ujemnym, więc wszystkie testy z tą samą wartością indeksu dają taki sam odsetek wszystkich błędnie sklasyfikowanych wyników. Chociaż na podstawie tego równania można uzyskać wartość mniejszą od zera (np. klasyfikacja daje tylko wyniki fałszywie dodatnie i fałszywie ujemne), wartość mniejsza od zera oznacza zwykle, że etykiety dodatnie i ujemne zostały zamienione. Po poprawieniu etykiet wynik będzie się mieścił w zakresie od 0 do 1.

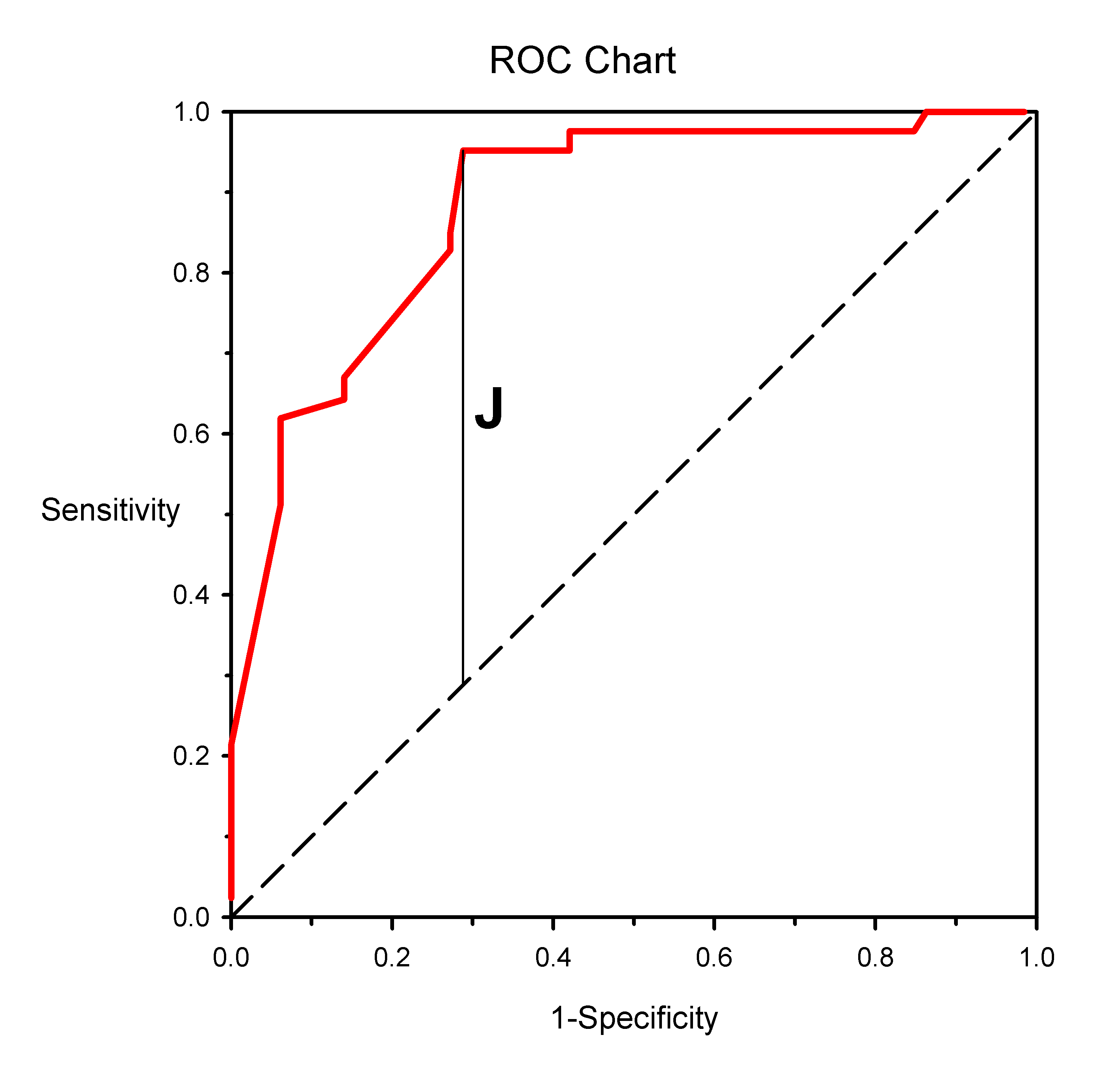
Przykład charakterystyki pracy odbiornika. Czerwona linia to empiryczna krzywa ROC, przerywana przekątna to linia ROC dla modelu całkowicie losowego, J to wskaźnik Youdena dla punktu odcięcia maksymalizującego tę miarę.

Wskaźnik Youdena jest często używany w połączeniu z analizą charakterystyki operacyjnej odbiornika (ROC). W takiej sytuacji wskaźnik jest wyznaczany dla wszystkich punktów krzywej ROC, a maksymalna wartość wskaźnika może służyć jako kryterium wyboru optymalnego punktu odcięcia w sytuacji, gdy test diagnostyczny daje wynik na skali ilościowej lub porządkowej, a nie dychotomicznej. Wskaźnik jest przedstawiany graficznie jako wysokość ponad przekątną odzwierciedlającą krzywą ROC dla modelu losowego i jest również równoważny obszarowi pod krzywą wyznaczonemu przez pojedynczy punkt odcięcia.